# Bad World Tour
Bad World Tour bylo první sólové turné amerického zpěváka Michaela Jacksona. Turné započalo v září roku 1987 v Japonsku a skončilo v lednu 1989 v USA v Kalifornii. Turné bylo zapsáno do Guinnessovy knihy rekordů díky největšímu počtu diváků. Turné k albu Bad sponzorovala společnost Pepsi, které Michael Jackson dělal v roce 1984 reklamu. Bad World Tour bylo jedno z vůbec největších turné v historii hudby. Jedna z nejúspěšnějších částí turné bylo sedm koncertů na stadionu Wembley v Londýně roku 1988.

## Setlist
| 1987 1. „Wanna Be Startin' Somethin'“ 2. „Things I Do for You“ 3. „Off the Wall“ 4. „Human Nature“ 5. „This Place Hotel“ 6. „She's Out of My Life“ 7. „I Want You Back“/„The Love You Save“/„I'll Be There“ 8. „Rock with You“ 9. „Lovely One“ 10. „Workin' Day and Night“ 11. „Beat It“ 12. „Billie Jean“ 13. „Shake Your Body (Down to the Ground)“ 14. „Thriller“ 15. „I Just Can't Stop Loving You“ 16. „Bad“ | 1988–1989 1. „Wanna Be Startin' Somethin'“ 2. „This Place Hotel“ 3. „Another Part of Me“ 4. „Human Nature“ 5. „Smooth Criminal“ 6. „I Just Can't Stop Loving You“ (spolu s Sheryl Crow) 7. „She's Out of My Life“ 8. „I Want You Back“/„The Love You Save“/„I'll Be There“ 9. „Rock with You“ 10. „Dirty Diana“ (23. února–13. listopadu 1988) 11. „Thriller“ 12. „Workin' Day and Night“ 13. „Beat It“ 14. „Billie Jean“ 15. „Bad“ Přídavek 16. „The Way You Make Me Feel“ (pouze některé koncerty) 17. „Man in the Mirror“ (pouze některé koncerty) |

Písně „Human Nature“ a „Smooth Criminal“ byly v průběhu evropské části hrány až po písni „Rock with You“; „The Way You Make Me Feel“ a „Man in the Mirror“ byly ze setlistu občasně vynechány.